# Norwich (Connecticut)
Norwich es una ciudad ubicada en el condado de New London en el estado estadounidense de Connecticut. En el año 2008 tenía una población de 36,388 habitantes y una densidad poblacional de 499 personas por km².

## Geografía
Norwich se encuentra ubicada en las coordenadas 41°33′01″N 72°05′15″O / 41.55028, -72.08750.

## Demografía
Según la Oficina del Censo en 2000 los ingresos medios por hogar en la localidad eran de $39,181 y los ingresos medios por familia eran $49,155. Los hombres tenían unos ingresos medios de $34,880 frente a los $26,880 para las mujeres. La renta per cápita para la localidad era de $20,742. Alrededor del 11.5% de la población estaban por debajo del umbral de pobreza.